# Хостивит
Хостивит (на чешки: Hostivít) е легендарен чешки княз според историята, разказана от Козма Пражки в неговата Чешка история.
Историята за Пршемисъл Орач, Либуше и техните наследници, сред които е и Хостивит, има легендарен характер и отразява прехода на чешките племена от матриархална към патриархална родова организация.